# Puchowica
Puchowica (deutsch Friedrichsberg) ist eine kleine Ortschaft in der polnischen Woiwodschaft Ermland-Masuren, die zur Landgemeinde Wieliczki (Wielitzken, 1938 bis 1945 Wallenrode) im Powiat Olecki (Kreis Oletzko, 1933 bis 1945 Kreis Treuburg) gehört.

## Geographische Lage
Puchowica liegt im Osten der Woiwodschaft Ermland-Masuren, 14 Kilometer südöstlich der Kreisstadt Olecko (Marggrabowa, umgangssprachlich auch Oletzko, 1928 bis 1945 Treuburg).

## Geschichte
Im Jahr 1874 wurde der heutige Weiler (polnisch osada) und damalige kleine Ort Friedrichsberg in den neu errichteten Amtsbezirk Nordenthal (polnisch Nory) eingegliedert. 
Sein Name wurde 1938 in „Amtsbezirk Nordental“ umbenannt und bestand bis 1945 als Teil des Kreises Oletzko im Regierungsbezirk Gumbinnen der preußischen Provinz Ostpreußen. Im Jahre 1895 zählte Friedrichsberg 110 Einwohner. Am 19. Februar 1903 wurde es in das Nachbardorf Puchowken (1929 bis 1945: Wiesenfelde, polnisch: Puchówka) eingemeindet.
Im Jahr 1945 kam das gesamte südliche Ostpreußen und mit ihm auch Friedrichsberg zu Polen und erhielt die polnische Ortsbezeichnung „Puchowica“. Der kleine Ort bildet heute keine eigene Ortschaft mehr, wohl aber den nördlichen Bereich der Ortschaft Puchówka, in der er aufgegangen ist.

## Kirche
Friedrichsberg war bis 1945 in die evangelische Kirche Wielitzken in der Kirchenprovinz Ostpreußen der Kirche der Altpreußischen Union sowie in die katholische Pfarrkirche Marggrabowa (Treuburg) im Bistum Ermland eingepfarrt.
Heute gehört Puchowica zur katholischen Pfarrei Wieliczki im Bistum Ełk der Römisch-katholischen Kirche in Polen. Die evangelischen Einwohner halten sich zu den Kirchen in Ełk (Lyck) bzw. Suwałki in der Diözese Masuren der Evangelisch-Augsburgischen Kirche in Polen.

## Verkehr
Puchowica liegt östlich der Nebenstraße Wieliczki–Wysokie und ist von Kleszczewo (Kleszöwen, 1936 bis 1938 Kleschöwen, 1938 bis 1945 Kleschen) aus über eine Stichstraße zu erreichen. Auch führt von Puchówka ein Landweg direkt in den Ort. 